# La Conque de Ramor

La Conque de Ramor est une bande dessinée sortie en 1983, premier volet de la première époque de la saga La Quête de l'oiseau du temps.

## Résumé

### Avant la Quête - Présentation des personnages - Sens de la Quête (pages 8 à 31)
Les six premières pages de l'histoire, en noir-et-blanc, déroutent le lecteur : on y voit Bragon et Pélisse au cours de leurs aventures, sans qu'on comprenne les tenants et aboutissants de celle-ci.
L’histoire proprement dite débute au pays d'Akbar, et plus précisément à la ferme du Chevalier Bragon, chevalier légendaire à la retraite qui coule des jours paisibles dans sa ferme, entouré de ses amis Touret et Maguet, et de son intendante.
Le Vieux des bois, une étrange créature, est pourchassé par un énorme prédateur : un Trivulge. Alors que Bragon vient à sa rescousse, une jeune fille, porteuse d’un message destiné à Bragon arrive et tue la bête à l’aide de son Fouet ardent. La jeune effrontée dit s’appeler Pélisse, fille de la princesse-sorcière Mara, qui autrefois fut la compagne de Bragon.
Le Vieux des bois délivre une étrange prophétie : une Ombre rode sur Akbar et Bragon la combattra jusqu'au bout ; l'Ombre périra quand les lunes d'Akbar seront couleur rouge-sang (alors qu'elles sont habituellement jaunes) ; ce jour-là Bragon trouvera la folie en réclamant la Mort. Le Vieux meurt, laissant Bragon perplexe.
Pélisse se présente à Bragon et l'informe que c’est sa mère qui requiert l’aide du chevalier ; elle lui délivre ainsi son message : 
Autrefois, les dieux régnaient en harmonie sur Akbar, mais un jour, l’un d’eux, Ramor, tenta d’éliminer les autres dieux pour acquérir le Pouvoir-force. Mais ses pairs ne furent pas dupes et découvrirent les intentions de Ramor. Ils l’enfermèrent alors, par un puissant enchantement, à l’intérieur d’une conque. Puis le temps passa et le prisonnier fut oublié.
Malheureusement, l’enchantement n’est pas infini, et bientôt Ramor retrouvera sa liberté et reviendra se venger. 
Mara informe Bragon qu’elle est en possession du grimoire qui permettra de ré-enfermer Ramor. Elle demande au vieux chevalier de lui rapporter la conque pour commencer l’enchantement. Mais, plus important encore, elle lui demande de trouver l’Oiseau du Temps, qui permettra d’arrêter le temps, car sinon, Ramor sera libéré bien avant que Mara ne puisse finir l’incantation. 
À la fin du message, Bragon prend sa fidèle hache, appelée la Faucheuse, et accompagné de Pélisse, décide de se rendre au « Pays des sept marches », pour récupérer la conque.
La première des sept marches est la « Marche des terres éclatées », appelée aussi « Pays des Gris Grelets », ayant à sa tête le prince-sorcier Shan-Thung.
Ainsi commence La Quête de l’oiseau du temps.

### Rencontre avec Fol (pages 31 à 40)
Sur le trajet, ils font une curieuse rencontre, celle d’un petit personnage qui se présente sous le nom de Fol, qui dit être le maître du fleuve Dol. 
Fol se révèle être quelqu’un d'incompréhensible, d'imprévisible et de dangereux ; Bragon manque de se noyer dans le fleuve ; en fin de compte nos deux héros se sortent indemnes de cette aventure, et continuent leur voyage.
Le lecteur retrouvera Fol à chacun des quatre tomes de la série.

### Bulrog et Shan Thung (pages 41 à 60)
Ils arrivent finalement dans la Marche des terres éclatées, dirigée par le prince-sorcier Shan Thung, et rencontrent Bulrog, un ancien élève de Bragon reconverti en mercenaire Llir.
Bragon rencontre ensuite Shan Thung, tandis que Pélisse est enfermée dans une forteresse. On apprend qu'un mystérieux prisonnier s'est échappé de la prison du prince-sorcier ; une dispute a lieu à ce sujet entre Bulrog et Shan Thung.
Shan Thung révèle à Bragon qu'il va utiliser la conque pour que son peuple devienne le peuple dominant d'Akbar.
Profitant d'un instant d'inattention de Shan Thung, Bragon dérobe la conque. Il s'ensuit une course-poursuite dans les rues de la Cité.
Pendant ce temps, le mystérieux évadé (dont le visage est caché par un bandeau noir) libère Pélisse. Tous deux s'échappent, mais croisent Bragon. Le mystérieux soldat, au demeurant pas très courageux, récupère par hasard la conque (dont il ignore le secret) et se fait menacer par Bragon.
Les soldats accourent et encerclent les deux héros.
Pélisse, pour détourner l'attention des Gris-Grelets et des Llirs, n'a pas d'autre choix que de montrer sa nudité aux poursuivants qui, subjugués par ses charmes, se lancent à sa poursuite et se battent entre eux.
Peu après, Bragon parvient à tuer Shan Thung en lui lançant une dague dans l'œil ; ce faisant il se fait un ennemi, Bulrog, qui jure de venger Shan Thung. 
Pélisse, le vieux Chevalier Bragon et le soldat inconnu s’embarquent alors sur une petite goélette et continuent leur chemin sur le fleuve Dol.
La suite des aventures est contée dans le tome 2, intitulé Le Temple de l'oubli.

## Anecdote
- Pélisse se voit attribuer les qualificatifs de « gamine », « bâtarde » et « pucelle » par Bragon, qui cache par ces appellations son trouble devant les charmes physiques de la jeune fille mais surtout son admiration face à son caractère entier et courageux.